# 佐賀県道・福岡県道20号佐賀大川線
佐賀県道・福岡県道20号佐賀大川線（さがけんどう・ふくおかけんどう20ごう さがおおかわせん）は、佐賀県佐賀市から福岡県大川市に至る県道（主要地方道）である。

## 概要
佐賀県佐賀市水ケ江3丁目から福岡県大川市大字鐘ケ江に至る。
起点の佐賀市街から佐賀平野を結ぶ直線道路である。筑後川の北側は佐賀県の領域ではあるが、県境付近から大川市の道海島地区と鐘ケ江地区を結ぶ鐘ケ江大橋は福岡県の区域であるため、福岡県の県道としても指定されている。

### 路線データ
- 起点：佐賀県佐賀市水ヶ江3丁目（龍谷高校東交差点、佐賀県道30号佐賀川副線交点）
- 終点：福岡県大川市大字鐘ケ江（鐘ケ江大橋交差点、福岡県道47号久留米城島大川線交点、福岡県道99号大川大木線起点）

## 歴史
- 1993年（平成5年）5月11日 - 建設省から、県道佐賀大川線が佐賀大川線として主要地方道に指定される[1]。

## 路線状況

### 重複区間
- 佐賀県道211号市武諸富線（佐賀市蓮池町大字小松・堂地交差点 - 神埼市千代田町崎村）

### 道路施設

#### 橋梁
- 佐賀県
  - 枝吉橋（八田江川、佐賀市）
  - 犬尾橋（佐賀江川、佐賀市）
  - 蓮池橋（中地江川、佐賀市）
  - 小松橋（県営かん排徳富線水、佐賀市）
  - 三本杉橋（佐賀市）
  - 草地大橋（城原川、佐賀市 - 神埼市）
  - 黒津江橋（黒津江川、神埼市 - 福岡県大川市）
- 福岡県
  - 中開橋（大川市）
  - 鐘ケ江大橋（筑後川、大川市）

## 地理

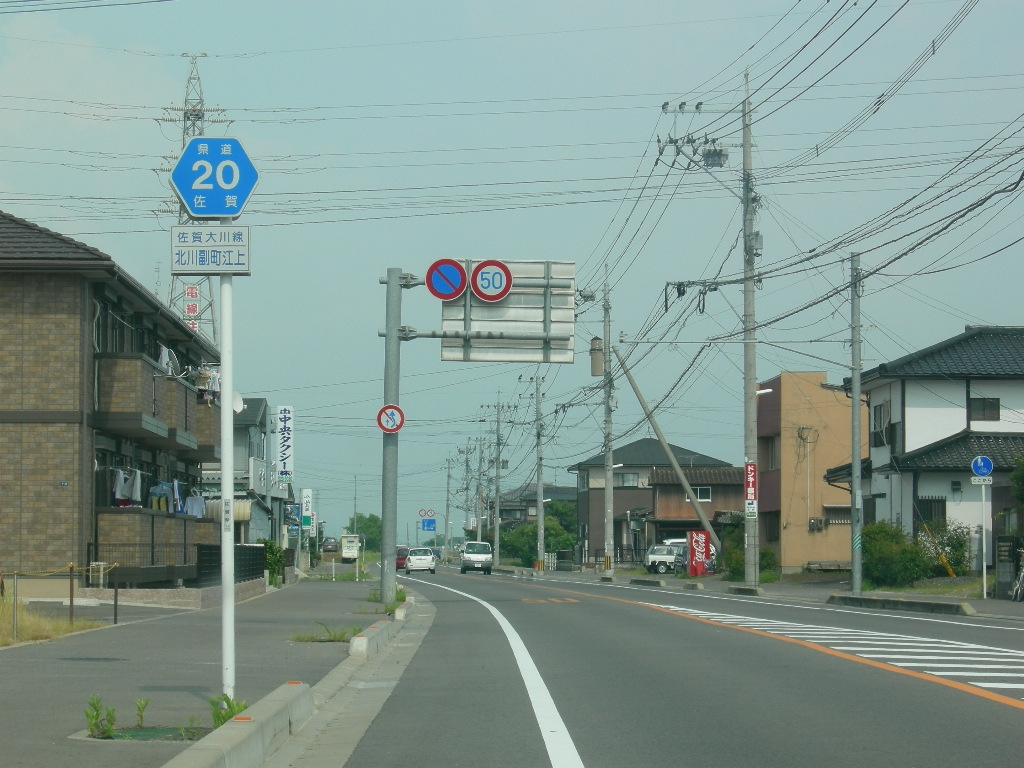
佐賀県佐賀市北川副町

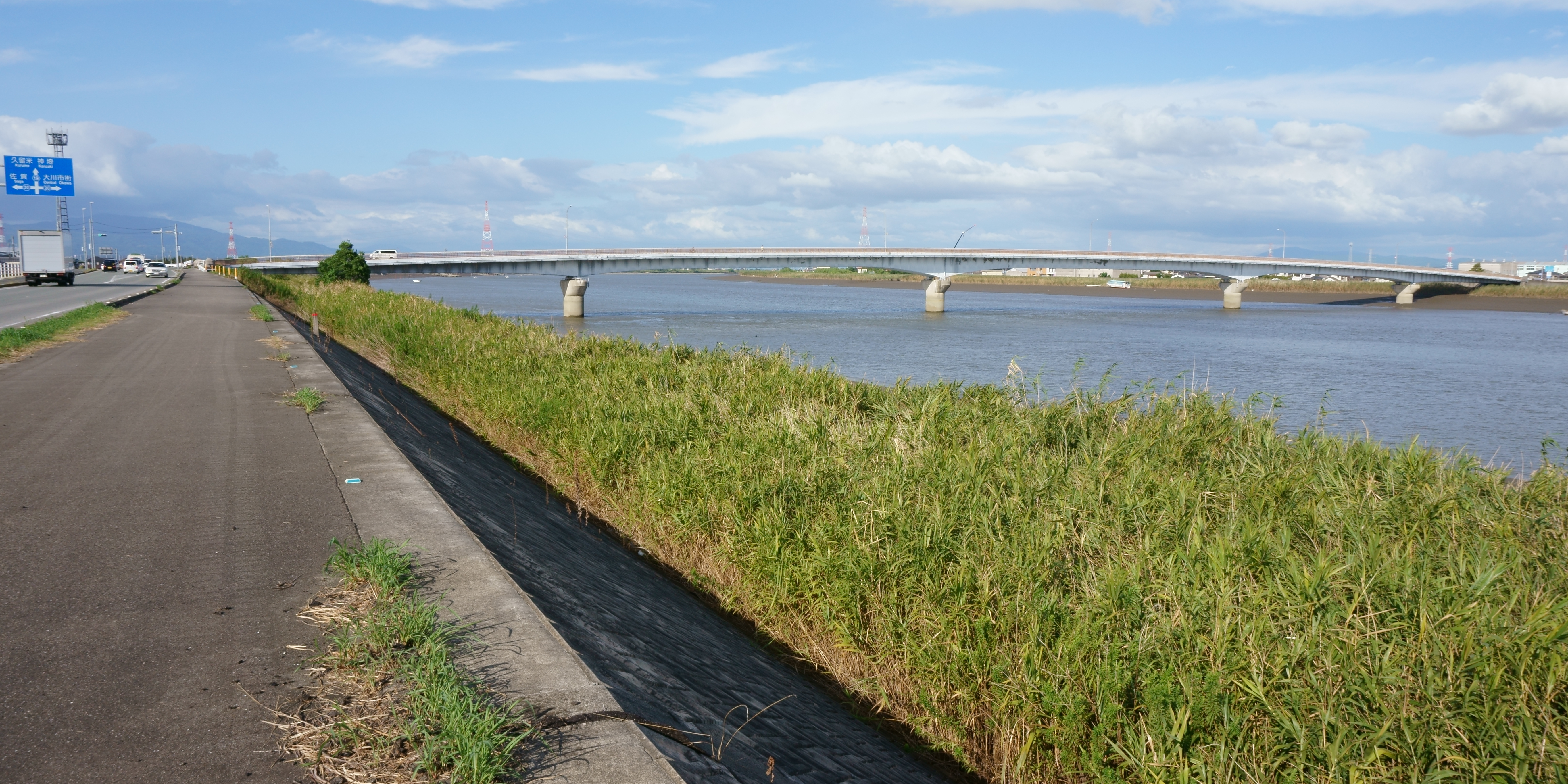
鐘ケ江大橋

### 通過する自治体
- 佐賀県
  - 佐賀市
  - 神埼市
- 福岡県
  - 大川市

### 交差する道路
| 交差する道路                                        | 都道府県名 | 市町村名 | 交差する場所     | 交差する場所            |
| --------------------------------------------------- | ---------- | -------- | ---------------- | ----------------------- |
| 佐賀県道30号佐賀川副線                              | 佐賀県     | 佐賀市   | 水ヶ江2丁目      | 龍谷高校東交差点 / 起点 |
| 佐賀県道333号佐賀環状東線                           | 佐賀県     | 佐賀市   | 木原2丁目        | 枝吉東交差点            |
| 佐賀県道266号江上光法停車場線                       | 佐賀県     | 佐賀市   | 北川副町大字江上 | 江上交差点              |
| 佐賀県道48号佐賀外環状線                            | 佐賀県     | 佐賀市   | 蓮池町大字蓮池   | 蓮池交差点              |
| 佐賀県道211号市武諸富線 重複区間起点                | 佐賀県     | 佐賀市   | 蓮池町大字小松   | 堂地（どうじ）交差点    |
| 佐賀県道401号佐賀環状自転車道線線                   | 佐賀県     | 佐賀市   | 蓮池町大字小松   |                         |
| 佐賀県道211号市武諸富線 重複区間終点                | 佐賀県     | 神埼市   | 千代田町崎村     |                         |
| 佐賀県道・福岡県道19号諸富西島線                    | 福岡県     | 大川市   | 大字道海島       | 道海島交差点            |
| 福岡県道47号久留米城島大川線 福岡県道99号大川大木線 | 福岡県     | 大川市   | 大字鐘ケ江       | 鐘ケ江大橋交差点 / 終点 |

### 沿線
- 佐賀県庁（起点付近）
- 佐賀城（起点付近）
- 龍谷中学校・高等学校
- 大隈重信記念館・公旧宅
- 佐賀市立小中一貫校芙蓉校
- 筑後川
- 大川市建具工業団地